# Rafael Berges
Pour les articles homonymes, voir Berges.
Rafael Bergés Martin, né le 21 janvier 1971, est un footballeur espagnol qui évoluait au poste d'arrière gauche, reconverti en entraîneur.

## Biographie

### Carrière en club
Né à Cordoue en Andalousie, Rafael Berges commence à jouer pour le club local du Córdoba CF, dans les ligues inférieures. En 1991-92, il rejoint le CD Tenerife, un club avec lequel il passe deux ans en Liga.
Transféré au Celta Vigo en 1993, Berges joue dans l'équipe à près de 200 reprises, et inscrit sept buts en championnat en faveur des Galiciens. En raison de blessures récurrentes, il ne joue pas durant ses deux dernières saisons au club.
À la fin de la saison 2001-2002, âgé de 31 ans, Berges, de retour dans le club de ses débuts, à Cordoba, qui se maintient en deuxième division. Son second passage dans ce club tourne court, une nouvelle fois en raison de problèmes physiques récurrents, qui l'amènent à arrêter sa carrière de joueur. 
Le bilan de Rafael Berges en première division s'élève à 201 matchs joués, pour 8 buts marqués. Il joue également deux matchs en Coupe de l'UEFA, avec le Celta.
Il commence trois ans plus tard une carrière d'entraîneur qu'il débute avec la réserve du Córdoba CF.
Le 14 juin 2012, Berges est nommé entraîneur de l'équipe première de Córdoba en remplacement de Paco Jémez parti au Rayo Vallecano. Il est démis de ses fonctions le 7 avril de l'année suivante, avec le club classé alors en neuvième position en deuxième division.

### Carrière internationale
Berges figure dans la sélection de l'Espagne aux Jeux olympiques d'été de 1992, que son pays remporte à domicile. 
Lors de la compétition, il joue six matchs, et marque deux fois, notamment lors de la demi-finale remportée 2-0 contre le Ghana.

## Palmarès

### En sélection
- Médaillé d'or aux Jeux olympiques d'été de 1992